# 李元玲
李元玲（英語：Cathryn Li Yen Ling，1990年7月17日—），原名李美玲（英語：Li Mei Ling），出生於馬來西亞吉隆坡，馬來西亞華人鋼琴音樂家、電影演員、网络红人。專攻古典音樂及芭蕾舞。

## 簡介
李元玲高中畢業後即赴英國伯明罕音樂學院深造，音樂學院推薦她拜入鋼琴家李雲迪門下接受李雲迪指導並成為徒弟之一。2021年10月22日凌晨，她得悉師傅涉嫖娼而隨即在社交網「利申」雙方從來沒有越界師生關係。
李元玲受范冰冰助理（姓名不詳）發掘，進入演藝圈並到香港發展，曾經參演《愛瘋狂》、《盂蘭神功》、《辣警霸王花》等電影。
李元玲2021年5月在其IG透露她在1月时曾感染新冠肺炎，经过10日的治疗后才康复。

## 影视作品

### 电视剧
| 首播年份 | 电视剧名称      | 角色   | 备注 |
| -------- | --------------- | ------ | ---- |
| 2016     | 法网天后        | 陈琳琳 |      |
| 2018     | 原生之罪 第一季 | 娜帕   |      |

### 电影
| 上映年份 | 电影名称   | 角色          | 备注 |
| -------- | ---------- | ------------- | ---- |
| 2012     | 开心鬼见鬼 |               |      |
| 2012     | 我的狗蚪蚪 |               |      |
| 2014     | 盂兰神功   | 晶晶          |      |
| 2016     | 辣警霸王花 | Cat（梁嘉儀） |      |

## 音乐录影带
| 歌曲名称              | 合作艺人            | 备注                   |
| --------------------- | ------------------- | ---------------------- |
| 負二代 Poor Lov3 Song | 屁孩 P-High、黃明志 |                        |
| 病人 Patient          | 黃明志              | 《大显神威》电影原声带 |

## 爭議
- 於2012年至2013年間，李元玲曾被傳媒報導與香港演員吳卓羲的緋聞，疑似作為其婚姻的第三者。惟男方发文否认此事。李元玲则于FB发文表示男方与其首次见面就讨联络方式，並主动约她出门，亦承认当时的她对他有好感。[7][8]

- 2019年10月有網民爆料李元玲的文憑學歷造假。為此，她為自己澄清：「有關我李元玲鋼琴文憑作假一事，我深感遺憾並覺得不可思議。」，並貼出在2007年考Licentiate Recital in Piano Solo，和同年通過Trinity London College 考獲LTCL文憑，證實自己的文憑學歷是事實。[9][10]

- 2021年3月9日，李元玲在出席《正面交锋FaceTalk》网络直播节目中，主持人要求她用键盘伴奏流行曲。李元玲曾多次婉拒，但之后依主持人要求伴奏，但在弹奏不久后停止。之后，大马监制李建兴以「我也来蹭点热度」发文批評李元玲，李則否認[11][12]。

## 外部連結
- 李元玲的Facebook專頁
- 李元玲的新浪微博
- 李元玲的Instagram帳戶
- 李元玲在香港影庫上的簡介
- 李元玲在豆瓣上的资料（简体中文）